# 6330 Koen
6330 Koen (1992 FN) là một tiểu hành tinh vành đai chính được phát hiện ngày 23 tháng 3 năm 1992 bởi Endate & Watanabe ở Kitami.